# Guillaume Van Keirsbulck
Guillaume Van Keirsbulck (Roeselare, Flandes Occidental, 14 de febrer de 1991) és un ciclista belga, professional des del 2011 fins al 2023. En el seu palmarès destaca la victòria als Tres dies de De Panne de 2014.

## Palmarès
- 2009
  - Vencedor d'una etapa de la Volta a la Baixa Saxònia júnior
- 2011
  - 1r a l'Omloop van het Houtland
  - 1r al Gran Premi Briek Schotte
- 2012
  - 1r al Gran Premi Briek Schotte
  - Vencedor de la classificació dels joves a l'Eurométropole Tour
- 2014
  - 1r als Tres dies de De Panne-Koksijde
  - 1r al Gran Premi Jean-Pierre Monseré
  - Vencedor d'una etapa als Tres dies de Flandes Occidental i 1r de la classificació dels joves
  - Vencedor d'una etapa a l'Eneco Tour
  - Vencedor de la classificació dels joves al Tour de Qatar
- 2017
  - 1r a Le Samyn
- 2018
  - 1r a l'Antwerp Port Epic

### Resultats al Tour de França
- 2017. 147è de la classificació general
- 2018. 123è de la classificació general
- 2022. 123è de la classificació general

### Resultats a la Volta a Espanya
- 2013. 125è de la classificació general